# خان‌قشلاقی
خانقشلاقی روستایی است که در استان اردبیل، شهرستان نیر، بخش کوراییم، دهستان مهماندوست قرار دارد. خانقشلاقی در جنوب شرقی اردبیل قرار دارد،فاصله این روستا از مرکز استان 17کیلومتر،از مرکز شهرستان 60کیلومتر و از مرکز بخش 16کیلومتر می‌باشد.
نام روستا بعد از پیروزی انقلاب اسلامی به # قائم آباد تغییر یافته و در حال حاضر با هر دو نام شناخته شده بوده ولی بیشتر بنام خانقشلاقی شایع می باشد.این روستا از شمال به روستای کوزه تپراقی،از جنوب به روستای مهماندوست سفلی،از شرق به روستای آلوچه واز غرب به تیپ حضرت عباس ع متصل بوده که قسمت عمده ای از زمینهای کشاورزی روستا در آن زمان به سپاه واگذار ... شده است.
شغل اصلی اهالی کشاورزی و دامداری می باشد وبیشترین محصولات این روستا جو،گندم،سیب زمینی وعدس می باشد.
زمینهای آبی با آب رودخانه قوری چای وقسمتی دیگر با آب سد قوریچای(هولوم)آبیاری می شود.
در حال حاضر روستا از کلیه امکانات اعم از برق،گاز،مخابرات،خانه بهداشت،آب شرب،پایگاه بسیج،دهیاری،مدرسه ابتدایی و...برخوردار می باشد.کلیه ساختمانهای مسکونی روستا مقاوم سازی شده وطبق سرشماری سال 95دارای 183نفر جمعیت و57 خانوار می باشد.ولی در فصل تابستان بیش از 90خانوار در روستا ساکن می باشند.
در حال حاضر ۵۰درصد کوچه و خیابانهای روستا آسفالت بوده که در سال آینده به ۸۰درصد خواهد رسید و این در نوع خودش بین روستاهای بخش کورائیم جالب توجه می باشد و تنها روستایی در بخش هست که بیشترین طرح هادی اجرا شده است. و این امر با همت و پشتیبانی اهالی روستا به نتیجه رسیده است. 
تنظیم : مجید روح زاده 

## جمعیت
بر اساس سرشماری سال ۱۳۸۵ جمعیت این روستا ۲۵۸ نفر با ۶۰خانوار بوده‌است.